# Белкинское сельское поселение
Белкинское се́льское поселе́ние (тат. Белкино авыл җирлеге) — муниципальное образование в Пестречинском районе Республики Татарстан.
Административный центр — село Белкино.

## История
Статус и границы сельского поселения установлены Законом Республики Татарстан от 31 января 2005 г. № 33-ЗРТ «Об установлении границ территорий и статусе муниципального образования „Пестречинский муниципальный район“ и муниципальных образований в его составе».

## Население
| 2010 | 2011 | 2012 | 2013 | 2014 | 2015 | 2016 |
| ---- | ---- | ---- | ---- | ---- | ---- | ---- |
| 226  | →226 | ↘223 | ↘222 | ↘216 | ↗222 | ↘219 |
| 2017 | 2018 |      |      |      |      |      |
| →219 | ↘215 |      |      |      |      |      |

## Состав сельского поселения
| № | Населённый пункт | Тип населённого пункта       | Население |
| - | ---------------- | ---------------------------- | --------- |
| 1 | Белкино          | село, административный центр | ↘221      |
| 2 | Кудашево         | деревня                      | →0        |
| 3 | Чертово          | деревня                      | ↗61       |